# 삼매당
삼매당(三梅堂)은 대전광역시 동구 가양2동에 있는 조선시대의 누정이다. 1989년 3월 18일 대전광역시의 문화재자료 제1호로 지정되었다.

## 개요
삼매당은 조선 선조때 연원도(連元道) 찰방(察訪)을 지낸 박계립(朴繼立 : 1600∼?)이 지은 건물이다.
박계립은 이곳 동구 가양동에서 태어나 관직을 물러난 후 인조 22년(1644) 이곳에 집을 짓고 정원에 매화나무 세 그루를 심었으며, 사방에 정자를 세워 버드나무 다섯그루를 심어서 그 이름을 오류정(五柳亭)이라 하였다. 이리하여 그의 호를 삼매당이라 하였다.
이 건물은 앞면 3칸, 옆면 2칸으로 원래는 소제동의 기국정(杞菊亭)과 서로 바라다 보이는 곳에 있었으나, 1930년 하천변이라 침수의 우려가 있어 선생의 9대손 박태흥(朴泰興)이 남간정사의 맞은편 언덕인 이곳으로 옮겨 놓았다.
삼매당에는 우암 송시열 선생의 친필 현판과 팔경시(八景詩), 여러 문인(文人)들의 시가 조각되어 있어 운치를 더해주고 있다.

## 현지 안내문
조선 선조때 연원도(連元道) 찰방(察訪)을 지낸 박계립(朴繼立 : 1600∼?)이 관직에서 물러나 1644년(인조 22년)에 지은 건물이다. 박계립은 그 호를 따라 이 건물의 정원에 매화나무 세 그루를 심고 삼매당(三梅堂)이하 하였으며, 건물의 서쪽에 정자를 세워 버드나무 다섯그루를 심어 오류정(五柳亭)이라 하였다. 앞면 3칸, 옆면 2칸에 팔작지붕을 올린 건물 안에는 우암 송시열이 쓴 '삼매당 팔경'과 여러 문인들의 시가 나무판에 걸려 있다.

## 참고 자료
- 삼매당 - 국가유산청 국가유산포털